# Ludwig Sütterlin
Ludwig Sütterlin (1865-1917), diseñador gráfico y pedagogo.

Creó el diseño de la escritura Sütterlin, impuesta en el año 1930 como obligatoria en las escuelas primarias de Alemania.
- Datos: Q68040
- Multimedia: Ludwig Sütterlin (graphic artist) / Q68040